# Zaanbrug
De Zaanbrug is een ophaalbrug en een van de twee brugverbindingen tussen Wormer en Wormerveer over de Zaan. De eerste Zaanbrug is geopend in 1889. De brug is meerdere malen gemoderniseerd en vervangen. Zo is in 1926 de brug vervangen door een elektrisch bediende brug en is het in 1965 verbreed. Na een ernstig ongeluk is in 1978 is een apart fietspad aan de brug toegevoegd. In 2023 en 2024 is ook deze brug volledig vervangen. Op 13 april 2024 is de nieuwe Zaanbrug officieel geopend. De doorvaarthoogte is 2,85 m. De brug wordt beheerd door de gemeente Zaanstad.
De andere brugverbinding tussen Wormer en Wormerveer is de Clausbrug in de N514 (Ned Benedictweg, Wormerveer en Noordweg, Wormer).

## Vernieuwing
De Provincie Noord-Holland en de gemeenten Zaanstad en Wormerland hebben in het kader van Vaart in de Zaan een plan opgezet om de Zaan voor de scheepvaart te verbeteren. Hiervoor werden in Zaandam eerder al twee bruggen vernieuwd (Julianabrug en Bernhardbrug), werd de Wilhelminasluis in Zaandam vergroot en de Zaan uitgebaggerd.
De smalle doorgang van de Zaanbrug lag niet recht in de Zaan waardoor schepen geen gemakkelijke doorvaart hebben. In juli 2018 werd bekend dat de gemeenten en de provincie een akkoord hadden bereikt betreffende de financiering en de aanpak en dat de aanbestedingsprocedure gestart is. Van 2022 tot 2024 is de Zaanbrug volledig vervangen. Tijdens de afbraak- en bouwperiode was een tijdelijke brug beschikbaar. Deze werd iets meer ten zuid-oosten geplaatst, tussen de Zaanweg in Wormerveer en de Lassiestraat in Wormer.